# Барадж
„Барадж“ е руска фолк рок и фолк метъл рок група от Република Татарстан. Дебютното представяне се състои по време на откриването на Републиканския рок фестивал „Хорокат“.

## История
Групата е основана през 2004 година в град Елабуга (Алабуга) от китаристите Айдар Закиров (Djonathan) и Рустем Шагитов (Жора). Именно тогава те започват да наблягат над прабългарската култура и я отразяват в рок и метъл стила.

## Стил
Стила на групата е съчетание от народна музика, древни български мотиви, красиви татарски и руски вокали с богат и мощен метъл. Музикантите имат за цел да възпоменават своите предци, да се помнят и възпяват техните героични дела, за да запазят културата си. Песните са на татарски, а в текстовете си възпяват своите прабългарски корени и славно минало. Самото име на групата е заимствано от историята на древните българи от ерата преди основаването на Дунавска България – Барадж е дракон, предпазващ прабългарите от всякакви зли духове и вражески армии.

## Дискография
Студио албуми
- „Алтынчач“ (2006)

Сингли
- „Нардуган“ (2011)

## Състав
Настоящи членове
- Айдар Закиров (Djonathan) – вокал, китара
- Рустем Шагитов (Жора) – китара
- Зарина Хамидулина (Laura) – вокал
- Алексей Ложенков (Magpie) – бас
- Антон Лисин (I'n'I) – барабани

Бивши членове
Докато китаристът Рустем Шагитов е в казармата, 2 години негови заместници са: Тимур Кудаев – китара, Юлия Казакова – вокал, Динара Мансурова – вокал, Роман Давиденко – бас, Андрей Зотин – барабани.